# Reigneville-Bocage
Reigneville-Bocage ist eine französische Gemeinde mit 38 Einwohnern (Stand 1. Januar 2022) im Département Manche in der Region Normandie. Sie gehört zum Arrondissement Cherbourg und zum Kanton Bricquebec-en-Cotentin. 
Sie grenzt im Nordwesten an Sainte-Colombe, im Norden an Hautteville-Bocage, im Osten an Orglandes, im Südosten an La Bonneville und im Südwesten an Rauville-la-Place. 

## Bevölkerungsentwicklung
| Jahr      | 1962 | 1968 | 1975 | 1982 | 1990 | 1999 | 2008 | 2018 |
| --------- | ---- | ---- | ---- | ---- | ---- | ---- | ---- | ---- |
| Einwohner | 48   | 43   | 36   | 37   | 30   | 28   | 29   | 38   |

## Sehenswürdigkeiten
- Reste der Kirche Saint-Martin
- Manoir de la Cour, Herrenhaus, Monument historique seit 1995

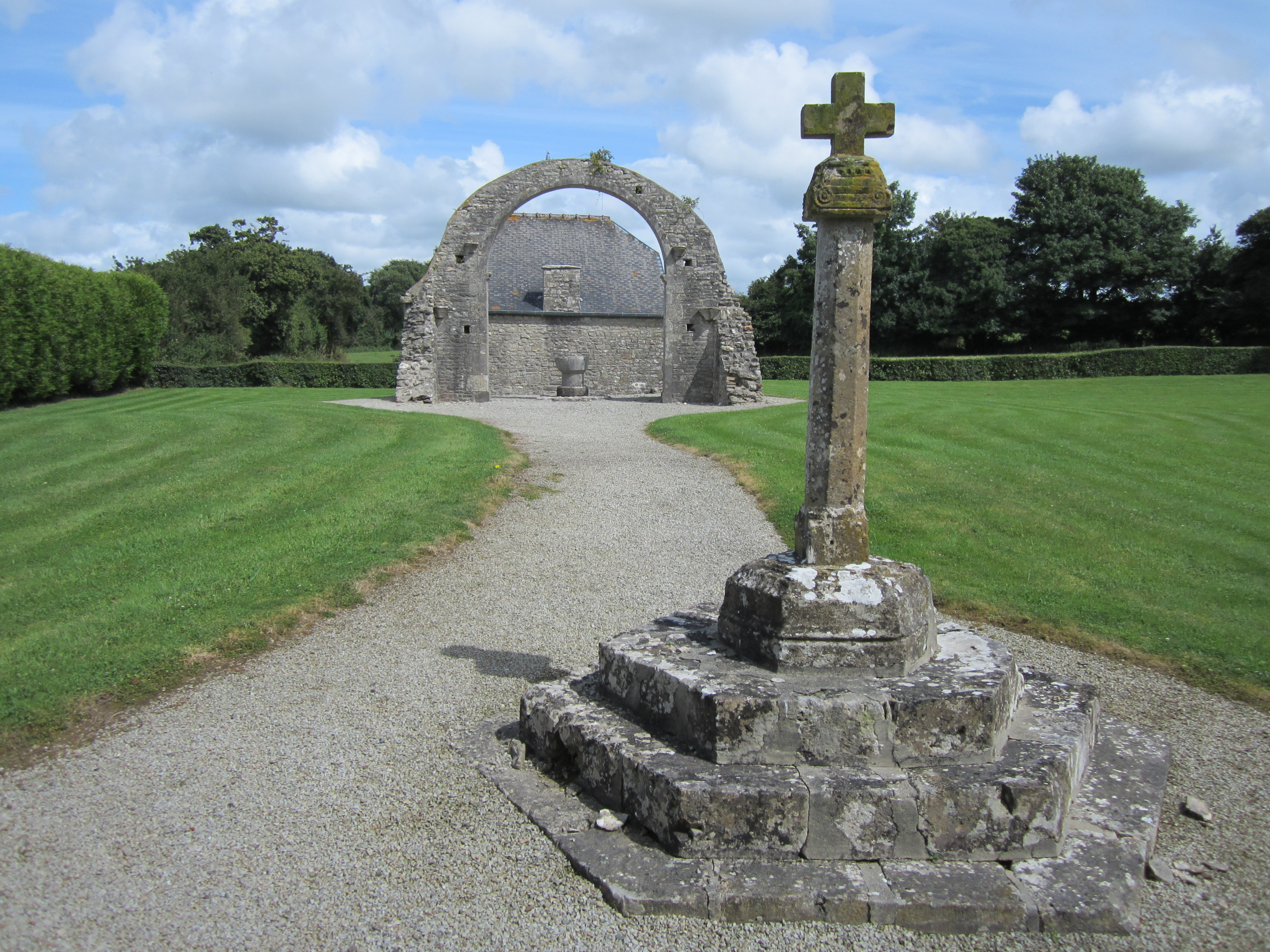
Reste der Kirche Saint-Martin
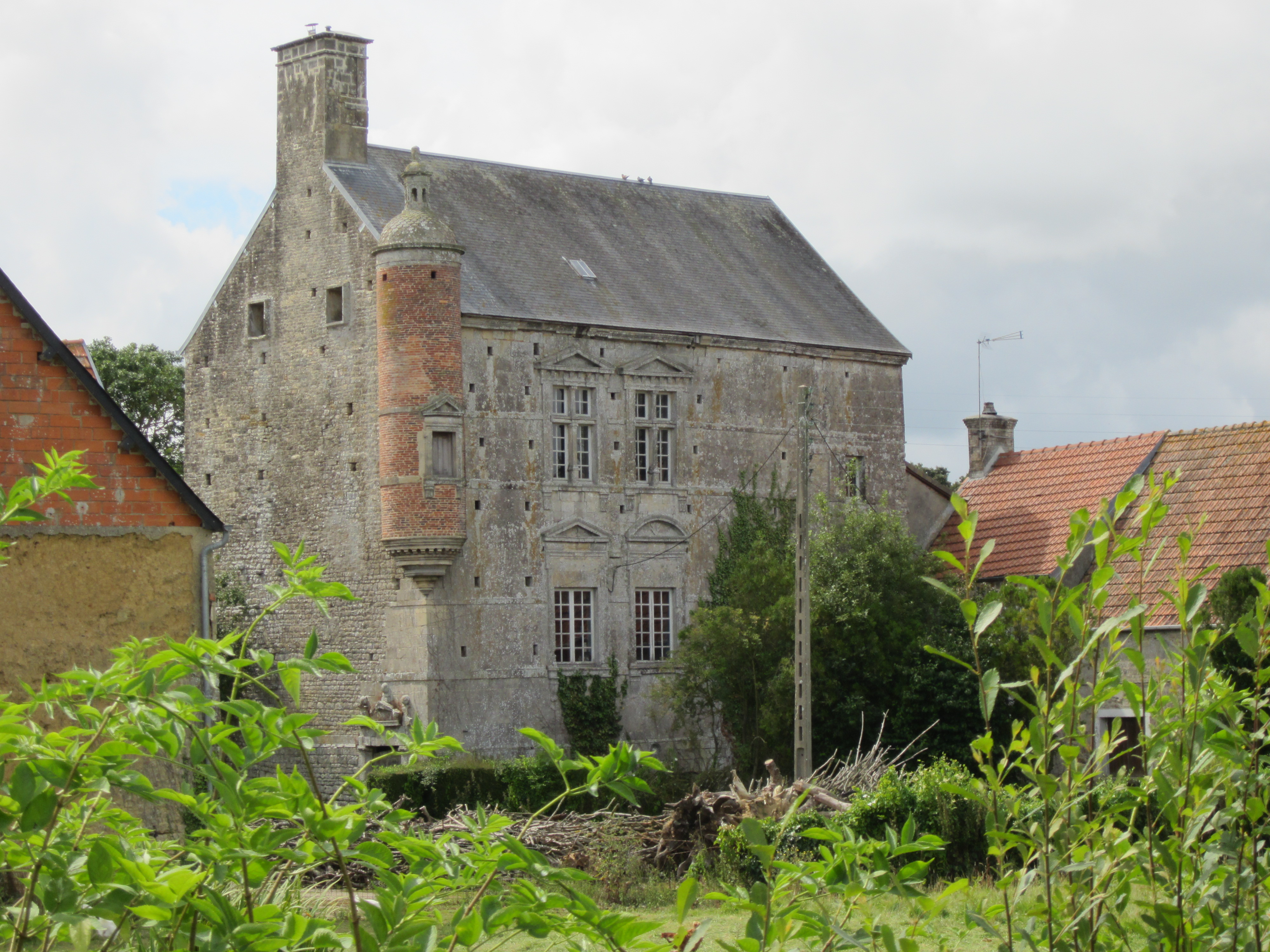
Manoir de la Cour